# Púbol
Púbol är en ort i Spanien.   Den ligger i provinsen Província de Girona och regionen Katalonien, i den östra delen av landet, 600 km öster om huvudstaden Madrid. Púbol ligger 93 meter över havet och antalet invånare är 141.
Terrängen runt Púbol är platt åt nordost, men åt sydväst är den kuperad. Runt Púbol är det ganska tätbefolkat, med 139 invånare per kvadratkilometer. Närmaste större samhälle är Girona, 13,4 km väster om Púbol. Trakten runt Púbol består till största delen av jordbruksmark.